# بونتان (أسطورة)
بونتان (بالإنجليزية: Puntan)‏ إله الخلق في أساطير ميكرونيزيا. عندما حضرته الوفاة طلب إلى أخته أن تأخذ من جسده مكانا تعيش فيه الموجودات البشرية. فصنعت من صدره وظهره الأرض ومن عينيه الشمس والقمر. ومن حاجبيه قوس قزح.

### أساطير ميلانيزية
- ندوثينا (أسطورة)
- ندينجاي (أسطورة)
- نوجا (أسطورة)
- راتو ماي (أسطورة)
- روكولا
- سيدو (أسطورة)
- تاجارو (أسطورة)
- تنيراو (أسطورة)
- توكابينانا وتوكروفو
- تومودورير

### أساطير بولينيزية
- أورو (أساطير)
- باباتوانوكو
- بيلي (أساطير)
- بكوي (أساطير)
- تيكي (أسطورة)
- تو (أساطير)
- فاري ما تاكيري